# 머레이드 칼린
마레어드 카를린(Máiréad Carlin, 1988년 12월 5일 ~ )은 아일랜드의 가수이다. 아일랜드의 크로스오버 그룹 켈틱 우먼의 멤버이다.